# Ozarba flavipennis
Ozarba flavipennis là một loài bướm đêm trong họ Noctuidae.